# 음악공포증
음악공포증(音樂恐怖症, melophobia)은 음악에의 두려움이나 증오이다. 그것은 그리스어 단어 melopoeia(어떤 선율을 형성하는 예술)와 phobia(공포를 의미)에서 파생되었다. 음악공포증은 특정 공포증으로 간주된다.

## 원인
음악공포증의 주요 원인은 음악과 관련된, 공포를 일으키는 감정을 유발한 것이다.

## 같이 보기
- 공포증 목록